# Szilágyi Erzsébet Gimnázium (Budapest)
A budapesti Szilágyi Erzsébet Gimnázium Budapest I. kerületében, a Krisztinavárosban található (jelenleg nyolcosztályos) középiskola. Elődjét, a kerületi nyilvános községi leányiskolát 1881-ben alapították. 1916–17-es tanévtől kezdve gimnáziumként működik. Mai nevét 1922-ben vette fel. Hosszú története folyamán az iskola főleg színvonalas idegen nyelvi oktatásával szerzett nevet. 1969-től UNESCO társult iskola. Világszerte ismert énekkarát az iskolával gyakorlatilag egy időben szervezték. 1993 óta ismét nyolcosztályos gimnáziumként működik.

## Története

### Kezdetek
A Szilágyi Erzsébet Gimnázium elődje, a Budapest fővárosi első kerületi nyilvános községi polgári leányiskola, 1881. szeptember 1-jén kezdte meg működését. Ebben az időben még kevés középszintű állami leányiskola volt Magyarországon, ez a budai iskola az elsők között nyílt meg. Alapítója és első igazgatója Póra Ferenc volt, a magyar és német nyelv és irodalom tanára. Első épülete a budai Várban, a középkori dominikánus kolostor helyén álló budai főgimnázium épületében kapott helyet. (Ma már nem látható, lebontották, helyét a Hilton Hotel foglalta el.)
Az első kerületi polgári leányiskola első tanévét 3 osztállyal (147 leánytanulóval) kezdte meg. Az oktatás csak délelőtt folyt  Az 1887–88-as tanévtől kezdve a főváros a polgári leányiskolákban új, korszerűbb tantervet vezetett be. 1887-ben a kerületben lakó szülők kérelmet nyújtottak be a Főváros Tanácsához a várbeli polgári leányiskola hatosztályos felsőbb leányiskolává bővítésért, erre pénzhiány miatt ekkor nem volt lehetőség.
1892-ben megtörtént a hatosztályos iskolává fejlesztés. Neve ettől kezdve Budapest Fő és Székvárosi I. kerületi nyilvános községi felsőbb leányiskola. A korabeli oktatási törvény szerint „A felsőbb leányiskola célja, hogy társadalmunk női tagjai élethivatásukra szükséges általános műveltséget szerezhessenek.” Póra Ferenc igazgatósága alatt kialakította az iskola hagyományos nevelési rendjét. Az akkori tanterv szerint hit- és erkölcstant, magyar és német nyelvet és irodalmat, történelmet, földrajzot, számtant és mértant, természetrajzot, vegytant, természettant, gazdaságtant, egészségtant, a neveléstan alapfogalmait, éneket, rajzot, írást, női kézimunkát és testgyakorlást oktattak. Az 1893–94. tanévtől bevezették az ellenőrző könyvecskét. Az 1895–96-os tanévtől kezdve a VI. osztályt elvégzettek tanítóképző intézetekben tanulhattak tovább, vagy szakiskolákba, szaktanfolyamokra jelentkezhettek. Megkezdődött az angol nyelv tanítása, a zenei oktatás. 1897-től tánctanfolyamokat is szerveztek okleveles tánctanítók irányításával.
1896-ban az iskola részt vett a millenniumi ünnepségeken. 1898-tól, Erzsébet királyné halála után minden évben Erzsébet napján (november 19-én) iskolai Erzsébet-ünnepélyt tartottak, az iskolai énekkar, a szavalók és színjátszók szereplésével. 1906-ban II. Rákóczi Ferenc hamvainak hazahozatalával kapcsolatos megemlékezést szerveztek. 1906-tól évente megemlékeztek október 6-ról, az aradi vértanúkról (addig csak április 11-ét, az 1848. áprilisi törvények napját engedték megünnepelni). 1908-tól kezdve májusban békenapot is tartottak.
1905-ben az alapító igazgatót, Póra Ferencet – a közoktatásügy terén szerzett érdemei elismeréseképpen – kitüntették a Ferenc József-rend lovagkeresztjével. Az iskola végzett növendékei 1907-től kezdve 5 évente érettségi találkozókat szerveztek, erősítve az összetartozást és az iskolához való hűséget. Póra Ferenc elhunyta után a gimnázium igazgatójává Bellaágh László magyar-német szakos főreáliskolai tanárt nevezték ki (1908. november 25.)
Az 1911–12-es tanévtől kezdve az iskola már gyakorló tanárjelölteket is fogadott, akik a tanárok mellett a magyar, történelem, latin nyelv, történelem, földrajz, francia nyelv, mennyiségtan és természettan tárgyak oktatásában segítettek. 1912-től Wolf Ágoston lett az iskola igazgatója. Az ő vezetésével végezték el az 1916-17. tanévben az felsőbb leányiskola átszervezését nyolc osztályos leánygimnáziummá.
A növekvő tanulólétszám miatt a tanterem-kapacitás bővítésre szorult, a gyakorló iskola számára a Tárnok utca 5. számú telken egy barakképületet emeltek. Az 1917–18. tanévben már 16 osztály működött 574 tanulóval. Az első (négyéves) gimnáziumi osztály az 1919–20 tanév végén érettségizett. Két osztály 53 tanulója tette le a vizsgákat. Az 1920–21. tanévben az iskolában meteorológiai állomást építettek. Az 1921–22. tanévtől iskolai kirándulásokat szerveztek Budapest és a magyar vidék megismerése céljából.
1922-ben a gimnázium felvette Szilágyi Erzsébetnek, Mátyás király anyjának nevét. A következő évektől a november 19-i Erzsébet királyné-emléknapok átlényegültek Erzsébet-napi iskolai ünnepségekké. Ezek hagyománya a mai napig fennmaradt.
1924 áprilisában lezajlott az első külföldi út, 57 tanuló, 8 tanár és 7 szülő kéthetes olaszországi utat tett. A következő években számos utazás következett, az ekkor teremtett hagyomány (a háború utáni évtizedek kihagyásától eltekintve) napjainkban ismét rendszeres gyakorlattá vált.
1924–34 között Hollósy Béla volt az igazgató. Középpontba került az élő nyelvek és a művészeti tantárgyak oktatása. A volt növendékekkel való kapcsolat erősítésére megalakult az Iskolatársi Szövetség. 1925-ben az Erzsébet-napi ünnepélyen felavatták az intézet új zászlaját (fehér alapon a Szent Korona és a székesfőváros címerének képével). 1926–27-ben újabb itáliai tanulmányutazást szerveztek (Velence–Firenze–Róma–Nápoly–Palermo–Taormina útvonalon). A sportélet is fejlődött, a növendékek úszóversenyeken és atlétikai bajnokságon első helyezéseket értek el. Az iskola sportpályát épített a Bécsikapu térnél.
Hollósy Béla elhunyta után, 1934-től Korompay Sándort nevezték ki igazgatónak, ő 1945-ig vezette a gimnáziumot.

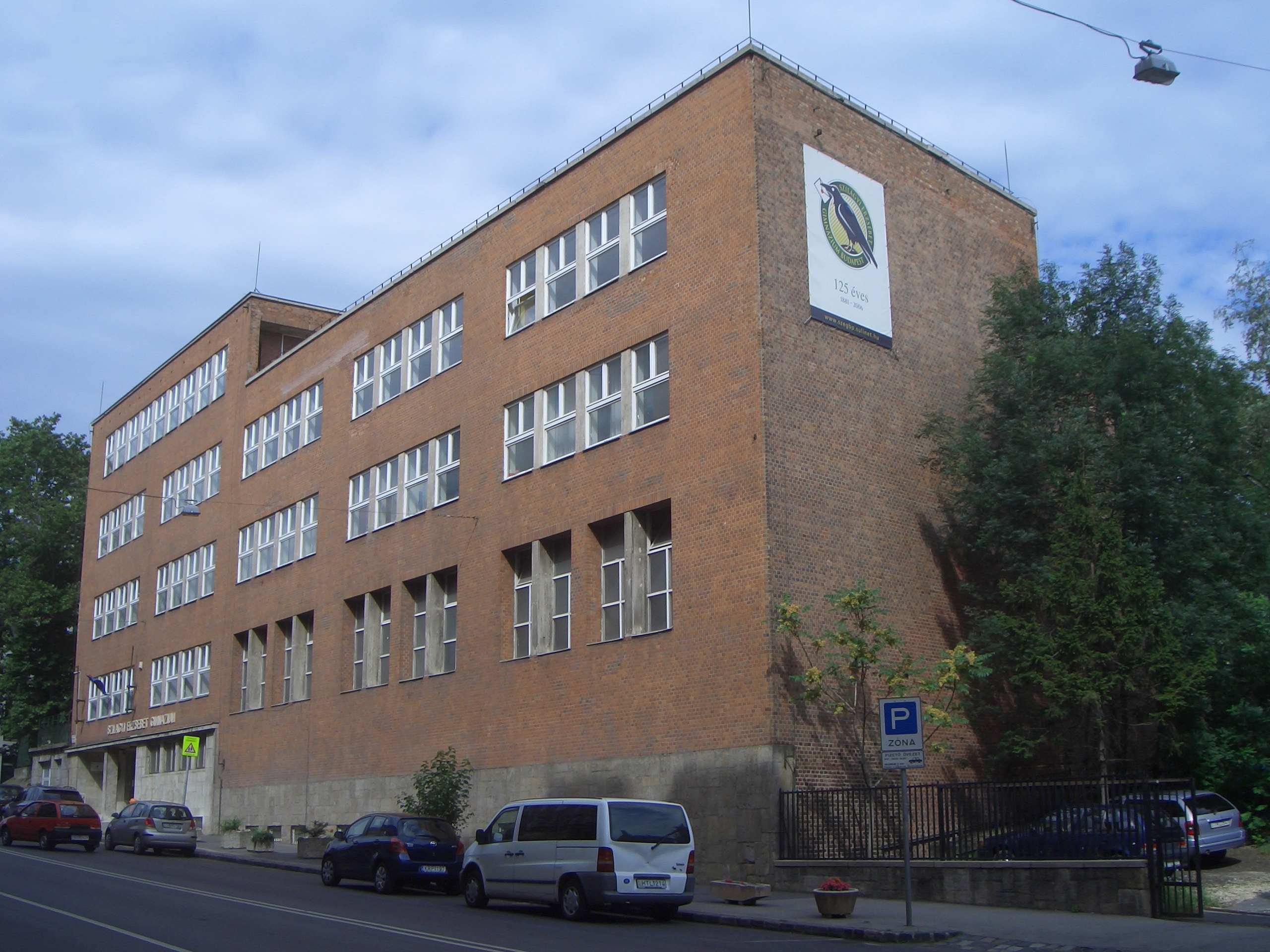
A gimnázium délnyugatról

### Költözés a Mészáros utcába
1936-ban felavatták a gimnázium új, korszerű épületét a krisztinavárosi Mészáros utcában. A vörös téglaborítású, Bauhaus stílusú, korszerű iskola épületet Weichinger Károly és Hübner Tibor műépítészek tervezték. Az új házban fizikai és kémiai előadó, nagy tornaterem, szülői fogadócsarnok is található. A volt Koronaőr – ma Kosciuszkó Tádé utca – felé néző szárny földszintjén óvoda létesült. Az 1938. évi XV. törvénycikk (az első zsidótörvény) korlátozásai a gimnáziumot is sújtották.  Ennek ellenére a német és francia nyelv mellett olasz és görög, majd (1942-től) finn nyelvi oktatás is kezdődött. A háborús tanéveket rendkívüli szünetek szakították meg. 1943–45 között több intézménynek adott otthont az iskola. 1944-ben az épületben hadikórházat rendeztek be. Budapest 1944–45-ös ostroma a tanulók és a tanárok között is tragikus veszteségeket hozott.
1945. május 4-én Verebély Ferenc lett az új igazgató. Az ostromban súlyosan sérült épületet újjá kellett építeni, de a tanítás már 1946-ban ismét megindult.
1948-ban a közoktatást államosították, az iskolareform révén a gimnázium a főváros kezeléséből állami kezelésbe ment át, és négyosztályos gimnáziummá vált. Alsó osztályai a nyolc évfolyamos általános iskola felső tagozatává váltak. Bevezették az orosz és angol nyelv oktatását, egy ideig még a német, francia, olasz és latin nyelv tanítása is folyt. A négyosztályos leánygimnáziumban első ízben indult el a humán osztályok mellett egy reál-tagozatú osztály is. Megnyílt a dolgozók gimnáziuma, amely 10 éven át működött. A Magyar Demokratikus Ifjúsági Szövetség (MADISZ) keretében új iskolai diákszövetség alakult. Martsa István szobrászművész egy Braun Éva frízt készített az iskola számára.
Az iskola újjászervezését a minisztérium 1950-ben új igazgatóra, dr. Bálint Bélára bízta. Az 1952–53. tanévtől az iskola állami gyakorló gimnáziummá alakult. Az új központi irányelvek az ideológiai, természettudományi és orosz és latin nyelvi képzés erősítését írták elő. Az 1953–54. tanévben újból bevezették az angol nyelv tanítását. A magyar nyelv és irodalom színvonalas oktatásáról ismert iskolában rendezett ankétokra irodalmárokat, művészettörténészeket is meghívtak, részt vett Móricz Virág, Áprily Lajos, Tamási Áron, Hegedüs Géza, Molnár Imre, Szabó Lőrinc, Genthon István.
Az 1959–60. tanévben 18 osztály működött 668 tanulóval, az orosz nyelven kívül tanultak latint, németet, angolt, franciát és olaszt.
Az 1963–64-es tanévtől bevezették a koedukációt, azóta fiúk is járhatnak a volt leánygimnáziumba. Mindenki számára kötelezővé vált az orosz nyelvi oktatás. A leszűkített anyagi lehetőségek és politikai ellenszél mellett a gimnázium továbbra is biztosította a nyugati nyelvek oktatását. Az Országos Középiskolai Tanulmányi Versenyeken induló szilágyisták sok első, második, harmadik díjjal, további helyezésekkel öregbítve az iskola hírnevét.
Bálint Bélát az igazgatói székben 1961-ben Molnár Jánosné Greschner Edit, őt 1963-ban Békés Tiborné váltotta. (Helyettese Lázár Györgyné lett.). 1969-ben, elsőként az országban az iskola UNESCO-társult státust kapott. 1971-ben dr. Kerek Gábor lett az igazgató. Az 1970-es évek elejétől az UNESCO támogatásával rendszeressé váltak a kulturális diákcserék a strasbourg-i Fustel de Coulanges Gimnáziummal, 1979-től a Düsseldorf melletti Heiligenhausban lévő középiskola diákjaival, később más európai országok iskoláival is. Az UNESCO-kapcsolatot és a színvonalas francia nyelvi oktatást az azóta elhunyt dr. Szalontay Károlyné tanárnő ápolta. Az elért eredményekért a párizsi UNESCO-központ díszoklevelet és emlékplakettet adományozott az iskolának.
Az 1970-es évek elején a gimnázium KISZ-klubjában lépett fel Orszáczky Miklós Új Rákfogó együttese.
1974-től 1994-ig húsz éven át dr. Fekete Ivánné volt az iskola igazgatója. Fő törekvése az idegen nyelvek oktatási színvonalának fejlesztése volt. Az 1979-80-as tanévtől szabadabb lett a tanterv szervezése, megjelentek a fakultációs tárgyak (pl. az idegenvezetés fakultáción évente 20–25 tanuló szerez idegenvezetői igazolványt). 1991-ben az American Express Alapítvány kezdeményezésére, az Iskolafejlesztési Alapítvány felügyelete alatt bevezették az Utazás és Turizmus fakultációs programot, Közép-Kelet-Európában elsőként. Ezek a gyakorlati képzések később  megszűntek, a tantárgy érettségi vizsgalehetőségének rendeleti korlátozása miatt.
1994–2004 között Schneider Istvánné matematika-fizika szakos tanár volt az igazgató. 1993 szeptemberétől a gimnázium visszatért a régi nyolcosztályos tanítási rendszerre. Az utóbbi években nőtt a vezetőtanárok száma. A Pázmány Péter Katolikus Egyetemről és az ELTE-ről is fogadnak tanárjelölteket.

## Az énekkar
Az iskola első énekkarát Baráti Lajos történelemtanár szervezte meg. 1886-tól kezdve minden tavasszal iskolai hangversenyeket rendezett. 1912-től a gimnáziumban tanított Sztojanovits Adrienne énektanárnő (1890–1976), Sztojanovits Jenő karnagy (1864-1919) leánya. Az énekkart igen magas szintre fejlesztette. Bartók- és Kodály-műveket mutattak be. Első sikerük Kodály: Villő c. leánykarának előadása volt. Kodály nagyra becsülte Sztojanovits Adrienne munkásságát, neki és énekkarának új kórusművet írt és ajánlott, a Pünkösdölőt, amelyet az iskola énekkara 1929. április 14-én mutatott be a Zeneakadémián, az itteni siker országos hírnevet hozott a Szilágyis zenei nevelésnek.
Budapesti látogatása alkalmával Arturo Toscanini karmester Kodály kíséretében meglátogatta az iskolát, részt vett Sztojanovits Adrienne énekkari próbáján, elragadtatással értékelve tapasztalatait. 1931 márciusában az énekkar bécsi hangversenykörutat tett. A kedvező sajtóvisszhang nyomán Klebelsberg Kunó kultuszminisztertől is írásbeli elismerést kaptak. 1932–ben, Kodály Zoltán 50. születésnapja alkalmából ismét bemutatták az iskolának ajánlott Pünkösdölőt, amelyhez Dienes Valéria, az Orchestikai Iskola igazgatója írt mozgásművészeti játékot. A Wéber Edit tanárnő által vezetett tánckar is sikereket aratott a Városi Színházban rendezett sportünnepélyeken.
1945 után újra megszervezték az énekkart. Szerepeltek a Magyar Rádióban, felléptek a Budai Vigadóban. A sérült iskolaépület helyreállításáig a hagyományos Erzsébet-napi ünnepi műsort a pesti Zeneakadémián tartották. 1948-ban az énekkar vezetését az iskola volt tanulója, Szőnyi Erzsébet vette át. 1959-től a kórust Mohayné Katanics Mária ének-zene tanárnő vezette. Az 1959 novemberi Erzsébet-napi ünnepélyen Kodály Zoltán és Bárdos Lajos is megjelent. Mohayné Katanics Mária a nagy, 150 fős szilágyis kórus 30 tagjából megalakította a Szilágyi Erzsébet Nőikart, amelynek történetét számos külföldi turné, koncertek, rádiófelvételek jelzik. 1972–1991 között Csík Miklós zenetanár, karnagy (1930–2011) irányította. A szilágyis énekkar minden évben nagy érdeklődés mellett hangversenyeket adott (100–120 fővel), sok rádiófelvétel is készült velük. 1979–2010 között az énekkar nyolc alkalommal nyerte el az „Év kórusa” címet. Az „Éneklő Ifjúság” mozgalom központi hangversenyein minden alkalommal arany oklevelet kapott. Külföldi kóruscseréket szerveztek Belgiummal, Angliával, Németországban Hamburggal, Hannoverrel. A skóciai Aberdeenben részt vettek a Nemzetközi Ifjúsági Zenei Fesztiválon is.
1990-től kezdve a hangversenyeket már a Budai Vigadó (Corvin tér) épületében tartották meg nagyszámú közönség jelenlétében. 2007-ben az iskola 125. éves fennállásának alkalmából a Magyar Telecom székházában tartott ünnepi koncert fővédnökségét Kodály Zoltánné Péczely Sarolta vállalta.

## Az iskola ma
A gimnázium 2011. november 19-én ünnepelte meg fennállásának 130. évfordulóját. Ebből az alkalomból kiadták a Tablók könyvét, amely 1910-ig visszamenőleg bemutatja a fellelhető osztálytablókat, a tanárok és a növendékek névsoraival.
A diákok minden évben osztályonként előadhatnak egy rövid produkciót az Erzsébet napi gála alkalmából, aminek a témáját az igazgatónő adja meg.
A tanulás fejlesztése érdekében 9-10. osztályban 4 fajta szakosodási szempont közül választhatnak a diákok, majd 11-12. osztályban az itt tanított tantárgyak közül bármelyiket bejelölhetik fakultatív tantárgynak, amit a 11.évtől kezdve emelt óraszámban tanulhatnak.

## Az iskola igazgatói
- 1881–1908: Póra Ferenc
- 1908–1912: Bellaágh László
- 1912–1924: Wolf Ágoston
- 1924–1934: Hollósy Béla
- 1934–1945: Korompay Sándor
- 1945–1949: Verebély Ferenc
- 1950–1960: Bálint Béla
- 1961–1962: Molnár Jánosné Greschner Edit
- 1963–1971: Békés Tiborné
- 1971–1974: Kerek Gábor[3]
- 1974–1994: Fekete Ivánné
- 1994–2004: Schneider Istvánné
- 2004–2023: Bajkó Judit
- 2023-tól: Péterffy Mátyás

## Elismert tanárai
- Borbély Judit matematika-fizika tanár[8]
- Sztojanovits Adrienne ének-zene tanár (1920-as–1950-es években), Liszt- és Kossuth-díjas[4]
- Szőnyi Erzsébet énektanár (1940-es évek végétől), korábban az iskola tanulója, utóbb zeneszerző, zenetanár.[9]
- Mohayné Katanics Mária énektanár (1959–1972), karnagy (1959–1984). Liszt- és Kodály-díj, A Magyar Köztársasági Érdemrend kiskeresztje, 2005.[5]
- Csík Miklós(wd) ének-zenetanár (1972–1991 között), Eötvös József-díjas karnagy,[4] A Magyar Köztársasági Érdemrend kiskeresztje (1996)[10]
- Baranyai Tiborné tanár, Magyar Köztársasági Ezüst Érdemkereszt (2003).[11]
- Pór Péter irodalomtörténész, 1968 körül a francia nyelv tanára, Széchenyi-díjas (2010)[12]
- Szoldatics József matematika, fizika, számítástechnika tanár; Erdős-száma = 2[13]; 2005, Beke Manó II.-díjas; 2008, Ericsson-díjas; 2013, Graphisoft díj; 2015, Címzetes Egyetemi Docens, Pannon Egyetem

## Híressé lett diákjai
Lista időrendben, zárójelben az érettségi éve
- Lukács Margit színművésznő[14] (1932)[15]
- Szőnyi Erzsébet zeneszerző, zenetanár (1938 k.)
- Divéky (sz. Pfanzelt) Zsuzsa operaénekesnő[16][17][18][19] (1944)[20]
- Csűrös Karola színésznő (1955)[21]
- Halász Judit színésznő (1960)[22]
- Monspart Sarolta sportoló (1962)[23]
- Frech Ágnes jogász, a Fővárosi Bíróság Büntető Kollégiumának elnöke (1963)[24]
- Csengery Adrienn operaénekesnő (1964)[25]
- Zsadon Andrea operaénekesnő (1965)[26]
- Láng Judit belsőépítész, vezető tervező (1970)
- Hudecz Ferenc egyetemi tanár, MTA-tag (1971)[27]
- Bozsogi János filmrendező (1972)[28]
- Lukin Ágnes televíziós rendező (1972)[29]
- Molnár Anna szinkrondramaturg (1972)[30]
- Andresz Kati színésznő (1973)[31]
- Matolcsy György közgazdász, pártpolitikus (1973)[32]
- Bárdos László, költő (1973)[33]
- Falcsik Mari költő, könyvszerkesztő, műfordító (1974)[34]
- Réti Szilvia színésznő (1974)[34]
- Saly Noémi irodalomtörténész (1974)[35]
- ifj. Pathó István színművész (1978)[36]
- Semjén Zsolt pártpolitikus (1981)[37][38]
- Bayer Zsolt újságíró (1982)[39]
- Kerpel-Fronius Gábor pártpolitikus (1984)[40]
- Sediánszky Nóra színházi rendező, műfordító (1988)[41]
- Kiss Eszter színművész (1989)[42]
- Csizér Kata nyelvész (1990)[43]
- Pelsőczy Réka színésznő (1991)[44]
- Schöck Atala operaénekesnő (1991)[44]
- Tuzson Bence jogász, pártpolitikus (1991)[45]
- Závada Péter költő, zenész (2001)[46]
- Dorosz Dávid pártpolitikus (2004)[47]

## Rangsor
|     | 2020 | 2021 | 2022 | 2023 |
| --- | ---- | ---- | ---- | ---- |
| HVG |      |      | 46   | 44   |